# 埃科勒河畔翁西
埃科勒河畔翁西（法語：Oncy-sur-École，法語發音：[ɔ̃si syʁ ekɔl] ⓘ）是法国法兰西岛大区埃松省的一个市镇，属于埃夫里区。

## 地理
埃科勒河畔翁西（48°22'59"N, 2°28'24"E）面积5.37 平方千米，位于法国法蘭西島大區埃松省，该省份为法国北部内陆省份，北起上塞纳省和马恩河谷省，西接厄尔-卢瓦省和伊夫林省，南至卢瓦雷省，东临塞纳-马恩省。
与埃科勒河畔翁西接壤的市镇（或旧市镇、城区）包括：米伊拉福雷、埃科勒河畔努瓦西、图松、比诺博讷沃。

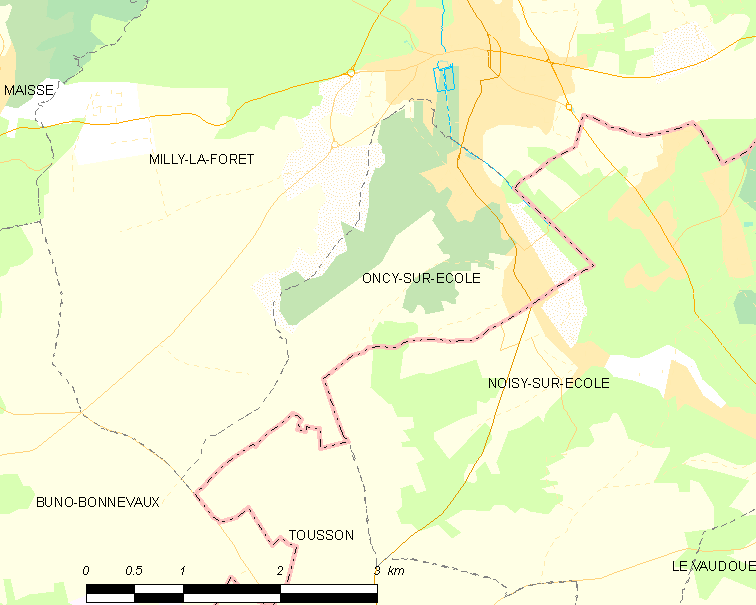
埃科勒河畔翁西的OSM定位图

埃科勒河畔翁西的时区为UTC+01:00、UTC+02:00（夏令时）。

## 行政
埃科勒河畔翁西的邮政编码为91490，INSEE市镇编码为91463。

## 政治
埃科勒河畔翁西所属的省级选区为梅讷西县。

## 人口

1962-2008年间埃科勒河畔翁西人口变化图示

埃科勒河畔翁西于2022年1月1日时的人口数量为1037人。